# Lac Bita
Pour les articles homonymes, voir Bita.
Le lac Bita est un des lacs Mokoto situé à l’ouest des montagnes des Virunga dans le Nord-Kivu en la République démocratique du Congo.